# Плезіохронна цифрова ієрархія
Плезіохронна цифрова ієрархія (англ. Plesiochronous Digital Hierarchy (PDH)) — принцип побудови цифрових систем передачі даних, що використовують груповий мультиплексований ІКМ-сигнал, який складається з цифрових 30-канальних потоків (2,048 Мбіт/с), котрі потребують синхронізації швидкостей цифрових потоків на вході обладнання групоутворювання.

## Огляд та принцип роботи технології PDH
Під терміном «плезіохронні» (тобто «майже синхронні») мають на увазі, що швидкості вхідних 30-канальних груп незначно відрізняються один від одного внаслідок допустимої нестабільності генератора, що задає, каналоутворюючого устаткування цих потоків. Тому перш ніж приступити до об'єднання цих потоків у 2,048 Мбіт/с, вони повинні бути приведені до однієї швидкості передачі шляхом додавання спеціальних бітів вирівнювання швидкостей для синхронізації. 
Біти вирівнювання повинні розпізнаватися на приймаючій стороні, коли відбувається поділ (демультиплексування) потоків із групового і виділення первісного сигналу. Такий груповий сигнал, що складається з кількох елементарних плезіохронних 30-канальних груп, власне є сигналом PDH. Базовою системою передачі для побудови вищих рівнів PDH є система передачі ІКМ-30. Для утворення наступних вищих рівнів ієрархії прийняте множення кожного попереднього рівня на чотири. У Європі прийнята наступна ієрархія систем PDH:
ІКМ-30 (2,048 Мбіт/с), ІКМ-120 (8,448 Мбіт/с), ІКМ-480 (34,368 Мбіт/с), ІКМ-1920 (139, 264 Мбіт/с).
В умовах існуючої інфраструктури PDH частенько представляється набагато розумнішим, з точки зору як прибутків, так і експлуатаційних витрат, протягом максимально довгого часу надавати максимальну кількість послуг, продовжуючи використовувати технологію, що зарекомендувала себе. Безумовно, будь-яка технологія, кінець кінцем, застаріває, але її заміна відбувається лише тоді, коли новіша технологія дозволяє надавати послуги з меншими витратами і такою ж або меншою мірою ризику. Це означає, що PDH, як і багато інших зрілих технологій, ще довго застосовуватиметься в мережах зв'язку, співіснуючи з новішими технологіями, що упроваджуються в даний час.
Відповідно до прийнятих в Європі стандартів при побудові Цифрових Систем Передачі (ЦСП) об'єднуються 32 канали по 64 кбіт/с. З них 30 каналів призначено для передачі призначеної для користувача інформації, а два є службовими і використовуються для передачі сигналів синхронізації і управління. При цьому по черзі з кожного каналу передається по одному байту. Тривалість циклу становить 125 мкс, тобто в груповому сигналі протягом 1с. передаються по 8 000 байт з кожного каналу. Це дає цифровий потік, що має швидкість 8 біт/с. 8000х32=2048000 біт/с = 2 Мбіт/с (далі швидкості округляються).
Прикладом ЦСП з такою швидкістю може служити поширена в нашій країні ІКМ-30.
Наступні рівні ієрархії утворюються мультиплексуванням чотирьох цифрових потоків попереднього рівня, що приводить до швидкостей 8 Мбіт/с, 34 Мбіт/с і 140 Мбіт/с. При цьому об'єднання компонентних потоків в агрегатний здійснюється вже не побайтно, а побітно. У Північній Америці і Японії були прийняті інші стандарти ПЦІ, відповідно до яких в ЦСП першого рівня об'єднуються 24 канали по 64 кбіт/с, що приводить до швидкості 1,5 Мбіт/с. При переході до другого рівня відбувається мультиплексування чотирьох потоків, а до третього — семи, внаслідок чого виникають потоки з швидкостями 6 Мбіт/с і 45 Мбіт/с відповідно. Усі стандарти PDH систем наведено у таблиці. Відтак, відмінності між ними роблять вельми важкою їх взаємодію між собою.
| Рівень цифрової ієрархії | Американський стандарт | Американський стандарт | Японський стандарт | Японський стандарт | Європейський стандарт | Європейський стандарт |
| Рівень цифрової ієрархії | Мбіт/с                 | Позначення             | Мбіт/с             | Позначення         | Мбіт/с                | Позначення            |
| 1                        | 1544                   | T1                     | 1544               | J1                 | 2048                  | E1                    |
| 2                        | 6312                   | T2                     | 6312               | J2                 | 8448                  | E2                    |
| 3                        | 44736                  | T3                     | 32064              | J3                 | 34368                 | E3                    |
| 4                        | 274176                 | T4                     | 97728              | J4                 | 139264                | E4                    |
| 5                        |                        |                        | 397200             | J5                 | 564992                | E5                    |